# Ehrhartoideae

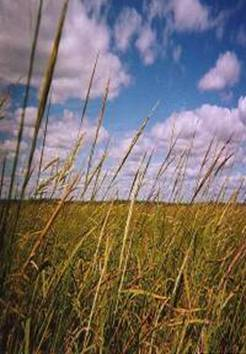
Arroz selvagem.

Ehrhartoideae é uma subfamília da família Poaceae (Gramineae).

## Sinônimo
- Oryzaceae  Burnett

## Classificação das Ehrhartoideae

### *Referência:GRIN Taxonomy for Plants USDA
| Tribos          | Gêneros |
| --------------- | --- |
| Ehrharteae      | Ehrharta - Microlaena - Tetrarrhena - Zotovia |
| Oryzeae         | Chikusichloa - Hygroryza - Leersia - Luziola - Maltebrunia - Oryza - Porteresia - Potamophila - Prosphytochloa - Rhynchoryza - Zizania - Zizaniopsis |
| Phyllorachideae | Humbertochloa - Phyllorachis |
| Streptogyneae   | Streptogyna |

### *Referência:Taxonomy Browser NCBI
| Tribos     | Gêneros |
| ---------- | --- |
| Ehrharteae | Ehrharta - Microlaena - Tetrarrhena - Zotovia                                                                                                 |
| Oryzeae    | Chikusichloa, Humbertochloa, Hygroryza, Leersia, Luziola, Oryza, Phaenosperma, Potamophila, Prosphytochloa, Rhynchoryza, Zizania, Zizaniopsis |

## Observação
A DELTA: L.Watson e  M.J.Dallwitz classifica as tribos Ehrharteae, Oryzeae, Phyllorhachideae e  Streptochaeteae na subfamília Bambusoideae